# Diecezja Petroliny
Diecezja Petroliny (łac. Dioecesis Petrolinensis) – diecezja Kościoła rzymskokatolickiego w Brazylii. Należy do metropolii Olinda i Recife wchodzi w skład regionu kościelnego Nordeste II. Została erygowana przez papieża Piusa XI bullą Dominicis gregis w dniu 30 listopada 1923.